# Roman Sadlik
Roman Sadlik (ur. 16 października 1899 w Warszawie, zm. 28 czerwca 1969 w Halinowie) – podporucznik Legionów Polskich, Wojska Polskiego II RP i ludowego Wojska Polskiego. Uczestnik I wojny światowej, wojny polsko-bolszewickiej i II wojny światowej. Kawaler Orderu Virtuti Militari.

## Życiorys
Urodził się 16 października 1899 w rodzinie Józefa i Anny z d. Witkowska. Absolwent gimnazjum w Białej Podlaskiej. W 1916 wstąpił do Legionów Polskich. Brał udział w walkach pod Rarańczą i Kaniowem gdzie dostał się do niewoli niemieckiej. Od 25 października 1918 w odrodzonym Wojsku Polskim w szeregach 34 pułku piechoty z którym walczył na frontach wojny polsko-bolszewickiej. Szczególnie zasłużył się w walce o wieś Wołoki za którą został odznaczony Orderem Virtuti Militari.
Po zakończeniu wojny z bolszewikami pozostał w wojsku w stopniu chorążego do września 1939.
W czasie II wojny światowej pod pseudonimem „Burza” w szeregach Armii Krajowej. Od 30 sierpnia 1944 do zakończenia wojny walczył w szeregach 2 Armii Wojska Polskiego. W 1945 awansowany na podporucznika, następnie zdemobilizowany. Na emeryturze od 1 stycznia 1969.

## Życie prywatne
Żonaty z Michaliną Czeczalewską, mieli jednego syna.

## Odznaczenia
- Krzyż Srebrny Orderu Wojskowego Virtuti Militari nr 390[1][2]
- Krzyż Niepodległości[1]
- Krzyż Walecznych – dwukrotnie[1]